# Liste der Kulturgüter in Diegten
Die Liste der Kulturgüter in Diegten enthält alle Objekte in der Gemeinde Diegten im Kanton Basel-Landschaft, die gemäss der Haager Konvention zum Schutz von Kulturgut bei bewaffneten Konflikten, dem Bundesgesetz vom 20. Juni 2014 über den Schutz der Kulturgüter bei bewaffneten Konflikten sowie der Verordnung vom 29. Oktober 2014 über den Schutz der Kulturgüter bei bewaffneten Konflikten unter Schutz stehen.
Objekte der Kategorie A sind im Gemeindegebiet nicht ausgewiesen, Objekte der Kategorie B sind vollständig in der Liste enthalten, Objekte der Kategorie C fehlen zurzeit (Stand: 1. Januar 2023).

## Kulturgüter
| Foto |                                                                                            | Objekt                                                        | Kat. | Typ | Standort                         | Beschreibung                                                          |
| ---- | ------------------------------------------------------------------------------------------ | ------------------------------------------------------------- | ---- | --- | -------------------------------- | --------------------------------------------------------------------- |
| ja   | Datei hochladen · Wikidata zu Evangelische-reformierte Kirche (Q29677737)                  | Evangelisch-reformierte Kirche KGS-Nr.: 01419                 | B    | G   | Im Chilenacher 9 628113 / 251707 |                                                                       |
| ja   | Datei hochladen · Wikidata zu Ränggen / Sagwald / Harzfluh (Q29677722)                     | Ränggen / Sagwald / Harzfluh KGS-Nr.: 12106                   | B    | F   | 627780 / 249230                  | eisenzeitlicher Kultplatz / mittelalterliche Burgruinen Ränggen I–III |
| BW   | Datei hochladen · Wikidata zu Evangelisches-reformiertes Pfarrhaus mit Scheune (Q29677755) | Evangelisch-reformiertes Pfarrhaus mit Scheune KGS-Nr.: 12107 | B    | G   | Chilchweg 2, 2a 628131 / 251588  |                                                                       |
| BW   | Datei hochladen · Wikidata zu Burg Diegten (Eschenz) (Q118245388)                          | Burg Diegten (Eschenz) KGS-Nr.: 17093                         | B    | F   | 628100 / 251731                  | mittelalterliche Burgruine                                            |